# Staffan Lindberg (regissör)
Staffan Lindberg, född 17 oktober 1957, är en svensk TV-producent, regissör, skådespelare, ståuppkomiker och manusförfattare.

## Biografi
Lindberg utbildade sig på Teaterhögskolan i Stockholm 1982–1985. Han var jurymedlem i TV 4:s Tack gode gud tillsammans med Mattias Konnebäck. 2005 var han producent för humorprogrammet Hey Baberiba, till vilket han även skrev manus och regisserade. Han har även skrivit manus till Blomstertid tillsammans med Peter Magnusson och Magnus Persson och regisserat filmerna Sommaren med Göran (2009), En gång i Phuket (2012) och Micke & Veronica (2014).
Som skådespelare debuterade Lindberg 1990 i TV-serien Fiendens fiende. 1991 medverkade han i TV-filmen Med en helvetes kraft och 1997–2002 i TV-serien Rederiet, där han gjorde rollen som polismannen Svärd i 23 avsnitt. 1998 spelade han i dramadokumentären Handelsresande i liv och 2009 i TV-serien Blomstertid. 2014 hade han en mindre roll i filmen Tillbaka till Bromma.

## Filmografi
Manus
- 2003 – Män emellan (TV-serie)
- 2004 – Kvinnor emellan (TV-serie)
- 2005 – Hey Baberiba (TV-serie)
- 2009 – Blomstertid (TV-serie)
- 2025 – Kärlek fårever

Regi
- 2009 – Sommaren med Göran
- 2012 – En gång i Phuket
- 2014 – Micke & Veronica
- 2018 – Lyckligare  kan ingen vara

Roller
- 1990 – Fiendens fiende (TV-serie)
- 1991 – Med en helvetes kraft
- 1997–2002 – Rederiet (TV-serie)
- 1998 – Handelsresande i liv
- 2009 – Blomstertid (TV-serie)
- 2014 – Tillbaka till Bromma

## Teater

### Roller (ej komplett)
| År   | Roll    | Produktion                                                            | Regi                           | Teater                   |
| ---- | ------- | --------------------------------------------------------------------- | ------------------------------ | ------------------------ |
| 1985 |         | Berättarverkstan William Shakespeare                                  | Ronny Danielsson               | Malmö stadsteater        |
| 1986 |         | Kung Lear (King Lear) William Shakespeare                             | Claes Lundberg                 | Malmö stadsteater        |
| 1986 |         | En midsommarnattsdröm (A Midsummer Night's Dream) William Shakespeare | Marianne Rolf                  | Malmö stadsteater        |
| 1995 | Bertram | Som man bäddar (Pyjama Pour Six) Marc Camoletti                       | Jan Nielsen                    | Helsingborgs stadsteater |
| 1995 |         | Den girige (L'Avare) Molière                                          | Susanne Hallvares Dag Malmberg | Boulevardteatern         |